# 楊迪·迪亞茲
楊迪·迪亞茲·費南德茲（西班牙語：Yandy Díaz Fernández，1991年8月8日—），為美國職棒大聯盟的三壘手及外野手，目前效力於坦帕灣光芒。他先前曾效力於印地安人。

## 職業生涯

### 小聯盟
2014年，迪亞茲進入高階1A。隔年他升上2A，並獲選為全明星。2015年球季末，迪亞茲成功升上3A。隔年他再度回到2A，並迅速升到3A。同年他還獲選國際聯盟年度新人王。

### 克里夫蘭印地安人
2017年，迪亞茲獲邀參加春訓。雖然球隊一開始沒有讓他進入開季名單，但他在春訓繳出4成58的打擊率，OPS高達1.252，迫使印地安人更改開季陣容。最終迪亞茲成為開幕戰先發三壘手，整季他出賽49場比賽，打擊率為2成62。
2018年，迪亞茲出賽39場比賽，打擊率為3成12，並敲出1轟與15分打點。

### 坦帕灣光芒
2018年12月13日，光芒、水手與印地安人發動三方交易。光芒得到迪亞茲和Cole Sulser，水手得到埃德溫·恩卡納西翁，印地安人得到卡洛斯·桑塔納和Jake Bauers。2019年球季，迪亞茲因傷缺陣大部分的比賽，整季敲出14轟與38分打點。
2019年美國聯盟外卡晉級賽，迪亞茲敲出雙響砲，幫助光芒擊敗運動家。
2020年，迪亞茲雖然大腿後肌受傷，整季還是出賽34場比賽，打擊率為3成07，並敲出2轟與11分打點。
2022年，迪亞茲繳出了.296/.401/.423的成績，無論在上壘率（.401）、OPS（.824）和OPS+（142）領先光芒隊，打擊率也僅次於哈羅德·拉米瑞茲。該年也首次獲得了MVP的選票。2023年1月31日，他與光芒隊簽署了一份為期三年、價值2,400萬美元的合約。
2023年，迪亞茲首次入選明星賽，他被選為美聯一壘手的先發球員。在首打席中，他擊出了一支陽春全壘打，使美聯取得1-0領先，同時也成為第一位在明星賽中擊出全壘打的光芒隊先發球員，也是自1972年Cookie Rojas以來第一位古巴出生的球員。值得注意的是，迪亞茲和他的妻子在全明星賽的次日迎來了他們的第一個兒子，這意味著迪亞茲在明星賽當天早上飛到西雅圖，並在明星賽結束後返回。
該年迪亞茲繳出了.330/.410/.522的成績，贏得美聯的打擊王（在賽季最後一天超過了柯瑞·席格），另外擊出了22支全壘打和78分打點。因此，他成為了暨湯尼·奧利瓦和尤里斯基·古力歐之後，第三位贏得打擊王的古巴球員。迪亞茲也在該年贏得美聯一壘手的銀棒獎。

## 個人生活
迪亞茲的祖先是非裔古巴人。他的父親荷黑也是一位從古巴叛逃到美國的棒球員，迪亞茲從他6歲後就沒再見過他父親。

## 外部連結
- 球員資訊和成績在MLB ，ESPN ，Retrosheet ，Baseball Reference ，Baseball Reference (Minors) ，Fangraphs ，The Baseball Cube （英文）
- 楊迪·迪亞茲的Instagram帳戶